# Spitssnuitdolfijn van Gervais
De spitssnuitdolfijn van Gervais (Mesoplodon europaeus) is een spitssnuitdolfijn uit het geslacht Mesoplodon.

## Voorkomen
De spitssnuitdolfijn van Gervais komt voor in de tropische en subtropische wateren van het midden en het noorden van de Atlantische Oceaan. Soms komen ze ook naar gematigde streken. Deze spitssnuitdolfijn wordt vooral aangetroffen in het westen van de oceaan. Ze geven de voorkeur aan diep water.
Het is onbekend hoeveel exemplaren er van de soort leven, maar vermoedelijk is het een algemeen voorkomende soort. Mogelijke bedreigingen zijn oceaangeluiden veroorzaakt door mensen, bijvangsten en het binnenkrijgen van menselijk afval.
Ze leven in groepen van maximaal 5 soortgenoten.

## Beschrijving
De spitssnuitdolfijn van Gervais heeft een kleine, smalle kop, een middelgrote snuit en een opvallende bult op het voorhoofd. Hij heeft een blauwgrijze tot grijze rug en een lichtere buik. Op de buik zitten grijze of witte stippen. Vooral volwassen mannetjes hebben littekens, steeds meer naarmate ze ouder worden. Volwassen vrouwtjes hebben soms lichte delen op de kop en een vlek rond de genitaliën. Kalveren hebben een kortere snuit en zijn slanker. Hun rug is effen donker, de buik is wit en wordt donkerder met de leeftijd.
De rugvin is vrij klein en variabelen en heeft een ronde punt. De rugvin lijkt wat op die van haaien. De borstvinnen zijn moeilijk te zien en zijn donkerder dan de onderkant van het lijf. De soort heeft één paar kleine, driehoekige tanden aan de punt van de onderkaak. Bij de volwassen exemplaren steken die wat naar buiten.
Volwassen exemplaren wegen tussen 1 en 2,6 ton en zijn tussen 4 en 5,2 meter lang. Mannetjes zijn gemiddeld kleiner dan vrouwtjes en worden hooguit 4,7 meter lang. Pasgeboren kalfjes zijn tussen 1,6 en 2,2 meter lang en wegen ongeveer 80 kilogram.
De spitssnuitdolfijn komt boven met de snuit en het voorhoofd, bij het duiken komt de rugvin boven terwijl de kop onder water verdwijnt.

## Voeding
De spitssnuitdolfijn van Gervais leeft net als de andere leden van het geslacht Mesoplodon vooral van inktvis, maar mogelijk eet hij ook enkele vissoorten en andere kleine zeedieren.